# Nemacepheus dentatus
Nemacepheus dentatus är en kvalsterart som beskrevs av Aoki 1968. Nemacepheus dentatus ingår i släktet Nemacepheus och familjen Nodocepheidae. Inga underarter finns listade i Catalogue of Life.